# Forevermore (宇多田ヒカルの曲)
「Forevermore」（フォーエヴァーモア）は、日本のシンガーソングライター宇多田ヒカルの楽曲。7作目の配信限定シングルおよびエピックレコードジャパン移籍第2弾として2017年7月28日に発売された。

## 背景、リリース
2017年6月26日、レーベル移籍第2弾作品として「Forevermore」が7月28日に配信発売されることが発表された。この曲は、TBS系テレビドラマ『ごめん、愛してる』の主題歌として使用された。宇多田の曲が民放ドラマの主題歌に使われるのは、2008年のフジテレビ系月9ドラマ『イノセント・ラヴ』以来およそ9年ぶりで、またTBSドラマとしては2002年のドラマ『First Love』に書き下ろした『SAKURAドロップス』以来、15年ぶりとなる。また、清水真由美プロデューサーによると、宇多田へのリクエストは「2010年代を代表するラブソング」だったという。宇多田はリリースに際し、Twitterで、「ドラマのあらすじに感化されて主題歌を作りました。」とコメントした。7月1日には、「Forevermore」のミュージックビデオが、同日より開局20周年イヤーに突入したMUSIC ON! TVの協力の元制作されることが発表された。また、その撮影現場に密着したドキュメンタリー番組が8月下旬に放送された。
「Forevermore」は、7月28日に、エピックレコードジャパン移籍第2弾として、配信限定シングルとしてリリースされた。移籍第1弾作品「大空で抱きしめて」からわずか約2週間でのリリースとなった。これに加えて、同楽曲のミュージックビデオも公開となった。フルバージョンの配信は8月16日より、iTunes Storeやレコチョクなどでスタートした。

## 制作、録音
「Forevermore」は、重厚なストリングスと、クリス・デイヴによるジャジーなドラミングが特徴的なミディアム・ナンバー。作詞について、宇多田はインタビューで、「悲しい歌なんだけど、何かを宣言しているような力強さも持たせた。」と語った。
レコーディングは、ロンドンの「Air Studios」と「RAK Studios」にて行われた。前作「大空で抱きしめて」に引き続き、ドラムにクリス・デイヴ、ベースにジョディ・ミリナー、ギターにベン・パーカー、レコーディングにスティーヴ・フィッツモーリスが参加した。ボーカル・レコーディングは、これまでにも多くの宇多田作品に関わってきた小森雅仁が、東京の「ABSスタジオ」にて担当した。

## プロモーション
「Forevermore」のリリースが発表された2017年6月26日より、全国のソニーストアにて、同曲のTVサイズ音源1分50秒のハイレゾ音源での先行試聴がスタートした。また、6月28日発売の『VOGUE JAPAN』8月号や、7月29日発売の『ROCKIN’ON JAPAN』9月号にも登場。8月26日には、MUSIC ON! TVにて、「Forevermore」のミュージックビデオ制作のドキュメンタリー番組「M-ON! 20th Anniversary×宇多田ヒカル『Forevermore』MUSIC VIDEO DOCUMENTARY」がオンエアされた。

### ライブでの披露
宇多田ヒカルの12年ぶりの国内ツアー「Hikaru Utada Laughter in the Dark Tour 2018」にて、「花束を君に」の次の14曲目に披露した。

## チャート成績
「Forevermore」は、初週にダウンロードで2位を獲得し、8月7日付の「Billboard Japan Hot 100」で8位に初登場した。Media Trafficによると、この週の全世界でのダウンロード数は7.5万ユニット。2週目はダウンロードランキングで首位を獲得し、「Billboard Japan Hot 100」では6位に順位を上げた。その翌週からも特にデジタルにおいて好成績を維持し、初登場から9週連続でダウンロードランキングTOP10入りを果たした。
年間チャートでは、「Billboard Japan Download Songs Year-end 2017」で26位をマーク。同年の宇多田のシングルでは最も高い順位となった。
また同作は、2017年9月の日本レコード協会「有料配信認定」で、ゴールド認定（10万DL）を受けた。

## ミュージック・ビデオ
2017年7月1日、「Forevermore」のミュージック・ビデオがMUSIC ON! TVの協力の下、制作されることが明らかになった。同日より開局20周年イヤーに突入したM-ON!は、「M-ON! 20th Anniversary MUSIC VIDEO作品」としてビデオを制作する。また、イギリス・ロンドンでのMV撮影現場に密着したドキュメンタリー番組も放送される。映像作品へは『Hikaru Utada Laughter in the Dark Tour 2018』のボーナスDVDにメイキング映像とともに収録された。
2017年7月28日にミュージック・ビデオが公開された。監督は、サンファの「（No One Knows Me）Like The Piano」などを手掛けたジェイミー・ジェームス・メディナ。全編にわたり宇多田のコンテンポラリーダンスがフィーチャーされている。この振付を担当したのは、アトムス・フォー・ピースの「Ingenue」のMVで、レディオヘッドのトム・ヨークと共演したロンドン在住の振付師・高瀬譜希子。宇多田のMVの中で、「traveling」「Passion」「Keep Tryin'」「Goodbye Happiness」など一部ダンスを取り入れたビデオは過去にあったが、全編本人によるダンスで構成されたビデオは今回が初である。

## 収録曲
作詞・作曲・編曲:宇多田ヒカル
1. Forevermore(4:55)

## クレジット
- Recorded by Steve Fitzmaurice at Air Studios and RAK Studios
- Vocals Recorded by Masahito Komori at ABS Recording
- Additional Engineering by Darren Heelis
- All Vocals and Programming: Hikaru Utada
- Drums: Chris Dave
- Electric Bass: Jodi Milliner
- Electric Guitar: Ben Parker
- Wurlitzer, Rhodes Piano and Conductor: Simon Hale
- Additional Drum Programming: Darren Heelis and Steve Fitzmaurice
- String Arrangement: Simon Hale and Hikaru Utada
- Strings Leader: Perry Montague-Mason

## チャート
| チャート（2017年）                    | 最高 順位 |
| ------------------------------------- | --------- |
| 日本 iTunes Weekly RANKING            | 1         |
| 日本 Billboard Japan Download Songs   | 1         |
| 日本 Billboard Japan Hot 100          | 6         |
| 日本 Billboard Japan Radio Songs      | 9         |
| US Billboard World Digital Song Sales | 20        |

| チャート (2017)                             | 最高 順位 |
| ------------------------------------------- | --------- |
| Billboard Japan Download Songs 年間チャート | 26        |

## 認定とセールス
| 国/地域                                             | 認定     | 認定/売上数 |
| --------------------------------------------------- | -------- | ----------- |
| 日本 (RIAJ)                                         | ゴールド | 100,000*    |
| * 認定のみに基づく売上数 ^ 認定のみに基づく出荷枚数 |          |             |